# 許添財
許添財（1951年1月23日—），臺灣政治人物，末任省轄臺南市市長、立法委員。現任商業發展研究院董事長，IAE國際學士院榮譽院士。許添財前為民主進步黨正義連線成員，後為一邊一國連線成員。
曾是民進黨內具有的財經專業背景的黨職人員，在1987年許添財由鄭南榕主編之自由時代系列叢書主版《台灣經濟大震撼》一書，是當時少見的批判中國國民黨經濟政策的專論。擔任立法委員期間，在歷次的立委評鑑中，均名列十大優秀立委，與彭百顯都是民進黨內有名的財經立委。

## 早年
許添財出生於臺南縣官田鄉（今臺南市官田區），就學於渡拔國小、曾文中學（今臺南市立麻豆國民中學）並與陳水扁同窗四年。1970年畢業於台北市立成功高中後，進入中國文化大學就讀經濟學系，並於同校經濟研究所取得碩士學位。
1977年起任教於中國文化大學銀行學系，並於1979年出任系主任。任教期間，他兼任華岡實習銀行總經理，任內以解決積弊十五年之財務困境著稱。
1982年，他以交換學者身份赴美，但也因此被列入戒嚴時期海外黑名單而無法返鄉；同年加入台灣獨立建國聯盟，任《台灣公論報》編輯。紐約社會研究新學院經濟學博士候選人、罗格斯大学企業管理博士候選人。
1990年，以北美洲台灣人教授協會會員身份回台，在立法委員陳水扁、彭百顯、洪奇昌、盧修一等人的影響之下，政府才解除許添財的出入境管制並發予中華民國護照。

## 從政
1991年，協助台灣獨立建國聯盟成員回台並建立組織。
1992年，民主進步黨提名，參選臺南市選區立法委員而當選。
1995年，脫離民進黨參選立法委員，連任。
1997年，以無黨籍參選臺南市市長，落選。
1998年9月18日，新國家連線成立，出任新國家連線秘書長，並且受該黨提名參選台南市立法委員，當選。
1999年，返回民進黨，並出任立法院民進黨團總召集人與民進黨團財政委員會召集人。
2000年，陳水扁當選中華民國總統後，擔任總統府「九人決策小組」成員之一。
2001年，接受民進黨徵召參選臺南市市長，並且於12月當選。
2005年，連任市長。
2009年，與臺南縣政府共同推動臺南市縣合併改制成為直轄市，依《地方制度法》再留任一年。

### 2010年臺南市長黨內初選
2010年5月8日的民進黨台南直轄市市長初選中，許添財以12%的差距敗給民進黨立委賴清德，此後許添財宣布“閉門思考”。2010年8月4日，許添財向支持者表態會跟進楊秋興（同為黨內初選失利）擬投入首屆大台南市長選舉。
2010年9月17日，許添財在參選登記截止前兩個小時召開記者會表示不會參選台南市長。

### 重回立法院
2010年12月25日許添財卸下台南市長職務，後爭取賴清德所遺留下來的立委缺額補選提名。2011年1月12日，民進黨正式宣布徵召許添財參選。2011年1月15日正式登記參選。2011年3月5日當選，於3月11日就職。
2013年1月20至27日，許添財訪問中國8天，將此行定位為「了解之旅」。2013年1月21日，許添財說：「我是憂心台灣的經濟，希望台灣的經濟自主性、經濟的健全性，在世界的任何市場，尤其中國這個市場已經不能避免、不能否認它的時候，你如何讓它（台灣經濟的自主性與健全性）健康地發展。」2013年1月23日，許添財說，此行沒有任何政治任務，純粹是個人經濟金融之旅，若民進黨內有人有興趣，他一定將此行所見所聞據實以告；他說，台灣的政治及經濟不可能去除中國因素，反而要主動積極處理中國因素，讓此因素變成正面的，讓台灣經濟愈走愈自主、愈健康，而不要讓此因素變成負面、不確定、干擾因素，否則將兩敗俱傷；他又說，台灣經濟、金融與中國大陸愈來愈緊密，大陸像艘大船，而台灣是艘小船，大船、小船如何配合，對台灣而言很重要。
2013年6月25日，許添財說，在台灣，大家在政治上都很怕中國，但台灣民主應繼續深化、強化，這是台灣人的決心、也是人民意志的凝聚，大家都認為民主不可以犧牲；台海兩岸目前的障礙不是講話就可解決，需要更多人、更多努力才會改變，「量變成為質變」就會有轉折，「和平進步的強大中國」和「民主進化的台灣」才可能成立；台海兩岸短期之內沒有統一問題，「那是假議題」；台灣獨立是層次問題，在國際、客觀情勢下，在台灣還未進入聯合國前，台灣獨立免談；兩岸可以在城市交流上加以善用，在兩邊特殊位階之下，解決城市問題就可解決國家問題。
然而在太陽花學運爆發後，許又改變態度。2014年4月9日，在立法院質詢經濟部長張家祝時，引述外國媒體報導指出「中國就像搶婚惡勢力，想用經濟收買台灣，台灣因貪圖對方財產，竟把女兒嫁給對方。」
2014年參與民進黨臺北市市長提名，結果敗給姚文智。之後民進黨亦未提名姚而是支持無黨籍的柯文哲以「在野大聯盟」名義參選。最終柯文哲當選。
2015年宣布不再競選連任立委，原選區則由通過初選的前臺南市議員林俊憲接替。

## 近期活動
2016年接任商業發展研究院董事長。

## 政策立場

### 立法委員
民進黨立委尤美女提案死刑犯赦免條款，許添財為連署背書立委之一。

### 臺南市市長
主要政績為一系列市容美化政策、文化園區設置，以及爭取重大建設、2005年及2006年臺灣燈會舉辦權、大台南公車及道路整建等。
海安路整建及美化如藍曬圖藝術造景，建立台南科工區引進科技產業，行銷台南美食觀光
其中最著名的臺南車站、成功大學週邊改善，以及閒置荒地美化增加都市綠地覆蓋的「好望角」計畫、廢棄家具整修再出售之「府城藏金閣」、台南市縣合併改制直轄市、成立台江國家公園等計畫即在其任內完成。同時亦開闢許多懸宕數十年的重要道路：例台江大道（二等七號）、夏林路延伸、西門路延伸、台86線市區段等。
2005年，臺南市成為台灣第一個加入世界衛生組織「健康城市聯盟」會員的城市。
2006年至2009年期間，台南市連續3年蟬連「全國失業率最低、勞參率最高城市」。
2009年，台南市從九十一年一月一月至九十九年一月接受行政院部會業務考核項目中，八年計有四百二十四項全國第一名或特優。
2009年《天下雜誌》縣市競爭力調查總成績，台南市排名第四名，僅落後台北市、高雄市兩直轄市與新竹市。
在各細項成績部分，經濟力成績：排名第三，僅次於台北市、新竹市。環境力成績：排名第二，僅次於高雄市。施政力成績：第五，次於澎湖縣、苗栗縣、高雄市、新竹市。教育力成績：排名第七，次於台北市、新竹市、高雄市、澎湖縣、台中市、南投縣。
社福力成績：排名第五，次於台北市、高雄市、台中市、新竹市。市長滿意度排平：第六。。

## 選舉紀錄
| 年度 | 選舉屆數               | 選舉區            | 所屬政黨   | 得票數  | 得票率 | 當選標記 | 備註 |
| ---- | ---------------------- | ----------------- | ---------- | ------- | ------ | -------- | ---- |
| 1992 | 第二屆立法委員選舉     | 臺南市選舉區      | 民主進步黨 | 52,407  | 15.35% |          |      |
| 1995 | 第三屆立法委員選舉     | 臺南市選舉區      | 無黨籍     | 64,069  | 20.07% |          |      |
| 1997 | 第十三屆臺南市市長選舉 | 臺南市 （省轄市） | 無黨籍     | 64,228  | 19.77% |          |      |
| 1998 | 第四屆立法委員選舉     | 臺南市選舉區      | 新國家連線 | 34,961  | 11.84% |          |      |
| 2001 | 第十四屆臺南市市長選舉 | 臺南市 （省轄市） | 民主進步黨 | 141,840 | 43.23% |          |      |
| 2005 | 第十五屆臺南市市長選舉 | 臺南市 （省轄市） | 民主進步黨 | 148,006 | 45.65% |          |      |
| 2011 | 第七屆立法委員補選     | 臺南市第四選舉區  | 民主進步黨 | 49,002  | 61.25% |          |      |
| 2012 | 第八屆立法委員選舉     | 臺南市第四選舉區  | 民主進步黨 | 115,439 | 53.03% |          |      |

## 外部連結
- 許添財Facebook
- 許添財全球資訊網 （页面存档备份，存于）

| 中華民國政府職務 | 中華民國政府職務                                         | 中華民國政府職務                          |
| ---------------- | -------------------------------------------------------- | ----------------------------------------- |
| 臺南市政府       |                                                          |                                           |
| 前任： 張燦鍙    | 臺南市市長 第十四、十五屆 2001年12月20日－2010年12月25日 | 與臺南縣合併改制直轄市 （改制後：賴清德） |